# Port lotniczy Baguio-Loakan
Port lotniczy Baguio-Loakan (IATA: BAG, ICAO: RPUB) – krajowy port lotniczy położony w Baguio, na Filipinach.